# The Model and the Marriage Broker
The Model and the Marriage Broker é um filme de comédia romântica estadunidense de 1951 dirigido por George Cukor e produzido por Charles Brackett. O filme é estrelado por Jeanne Crain, Scott Brady e Thelma Ritter.
Recebeu uma indicação ao Oscar de melhor figurino (Preto e Branco) para Charles LeMaire e Renié. O prêmio, porém, foi para Edith Head por seu trabalho em Um Lugar ao Sol.

## Elenco
- Jeanne Crain como Kitty Bennett
- Scott Brady como Matt Hornbeck
- Thelma Ritter como Mae Swasey
- Zero Mostel como George Wixted
- Michael O'Shea como Doberman
- Helen Ford como Emmy Swasey
- Frank Fontaine como Hjalmer Johannson
- Dennie Moore como Bea Gingras
- John Alexander como Sr. Perry
- Jay C. Flippen como Dan Chancellor
- Nancy Kulp como Hazel Gingras
- Kathryn Card como Sra. Kuschner
- Maudie Prickett como Delia Seaton
- Ken Christy como Sr. Kuschner
- Shirley Mills como Ina Kuschner